# Technikum Mechaniczne w Stalowej Woli
Technikum Mechaniczne, średnia szkoła zawodowa, istniejąca w Stalowej Woli w latach 1938 – 1988. Obecnie Zespół Szkół Nr 1 im. Władysława Sikorskiego.

## Historia
Po zbudowaniu Zakładów Południowych w Stalowej Woli, by zapewnić zakładowi wykształconą średnią kadrę techniczną i wykształconych robotników, postanowiono zorganizować własne szkolnictwo zawodowe. W 1938 roku dyrekcja ZP zwróciła się do Lwowskiego Kuratorium Oświaty o wydanie zezwolenia na uruchomienie dwóch szkół prywatnych. Po otrzymaniu zgody, z początkiem września tego roku rozpoczęto naukę w: 2 – letniej Szkole Dokształcającej dla młodzieży pracującej w wieku 16 –18 lat i uczniów z hufców junackich, oraz w 3 – letnim Gimnazjum Mechanicznym dla uczniów po 7– klasowej szkole powszechnej. W pierwszym roku naukę w Gimnazjum Mechanicznym rozpoczęło 58 uczniów. W miesiącach letnich 1939 roku powołano do życia trzecią szkołę na terenie Zakładów – 3 letnie Liceum Mechaniczne. Nie przeprowadzono jednak do niej naboru, z powodu wybuchu wojny. Po wybuchu II wojny, 8 września 1939 roku nastąpiła ewakuacja Zakładów Południowych, a szkoły zaprzestały nauki. 
W marcu 1941 roku niemiecka okupacyjna administracja Zakładów Południowych, początkowo nazwanych „Hermann Goering Werke – Werk Stalowa Wola GmBH”, w czerwcu 1940 roku przemianowanych na „Stahlwerke Braunschweig – Werk Stalowa Wola”, wydała zgodę na nauczanie w 2 – letniej Zawodowej Przemysłowej Szkole Dokształcającej, nazwanej „Lehrlingswerkstatt”. W latach 1941 – 1944 szkołę ukończyło około 130 uczniów. Była to w Stalowej Woli i okolicy jedyna szkoła zawodowa, która funkcjonowała w czasie okupacji na bazie szkół polskich, działających przed II wojną światową. Szkoła ta działała do 18 lipca 1944 roku.
Po zakończeniu wojny, w 1946 roku utworzono 3 – letnie Liceum Przemysłu Hutniczego, do którego przyjmowani byli kandydaci po tzw. małej maturze, czyli po ukończeniu gimnazjum. Szkoła funkcjonowała na terenie zakładu w pomieszczeniach Zakładu Mechanicznego. 
W 1949 ukończyła naukę pierwsza grupa ok. 60 – ciu licealistów. Absolwenci Liceum jako pierwsi w Stalowej Woli zdawali egzaminy maturalne w maju 1949 roku, uzyskując tytuły techników. W 1950 roku dokonano zmian w systemie nauczania. Zawodowe szkoły zostały zgrupowane w Państwowym Zakładzie Szkolenia Zawodowego. Po kolejnej reorganizacji szkolnictwa w 1951 roku, utworzony został w Stalowej Woli Ośrodek Szkolenia Zawodowego, w skład którego weszło powstałe Zarządzeniem Prezesa CUSZ z dnia 30 VIII 1951r. Nr Org-3556/51,Technikum Mechaniczne. Technikum podlegało pod Ministerstwo Przemysłu Maszynowego. Po kolejnej reformie szkolnictwa w latach 60 –  XX wieku, szkoła przeszła pod nadzór Ministerstwa Oświaty i Wychowania. 
W 1951 szkoła przeniosła się do nowo wybudowanego budynku przy ul. Hutniczej 17. Zakończenie jego budowy wraz z internatem nastąpiło w 1954. Do szkoły i nowoczesnego budynku, wkroczyły wraz z kolejnym naborem po raz pierwszy dziewczęta. W wyniku dalszej reorganizacji szkolnictwa zawodowego, od września 1973 roku, został utworzony Zespół Szkół Zawodowych, który obejmował: 5 letnie Technikum Mechaniczne na podbudowie 8 letniej Szkoły Podstawowej, 3 letnie Technikum Mechaniczne na podbudowie Zasadniczej Szkoły Zawodowej, i 3 letnią Zasadniczą Szkołę Zawodową.

### Ciekawostka
Znakiem rozpoznawczym uczniów Technikum, był obowiązkowy granatowy garnitur, z metalowymi niklowanymi guzikami, czerwonymi wąskimi (ok. 2 mm) lampasami na spodniach i rękawach marynarki, patkami na kołnierzu marynarki z rzymskimi cyframi – oznaczeniami roku nauki – i tarczą szkoły noszoną na lewym rękawie. Nakryciem głowy była granatowa czapka typu rogatywka ze srebrnym sznurkiem i znaczkiem szkoły. Technikum od 1965 nazywano potocznie, w Stalowej Woli i okolicach, od nazwiska dyrektora szkoły – szkołą Sajdka.

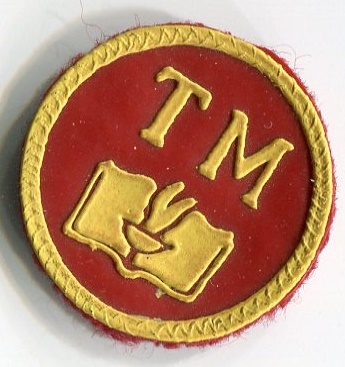
Znaczek na czapkę szkolną. TM Stalowa Wola
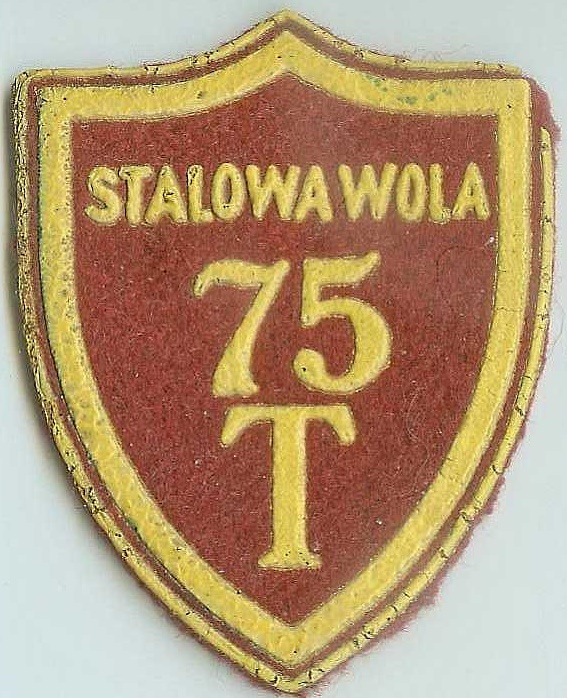
Tarcza szkolna Technikum.
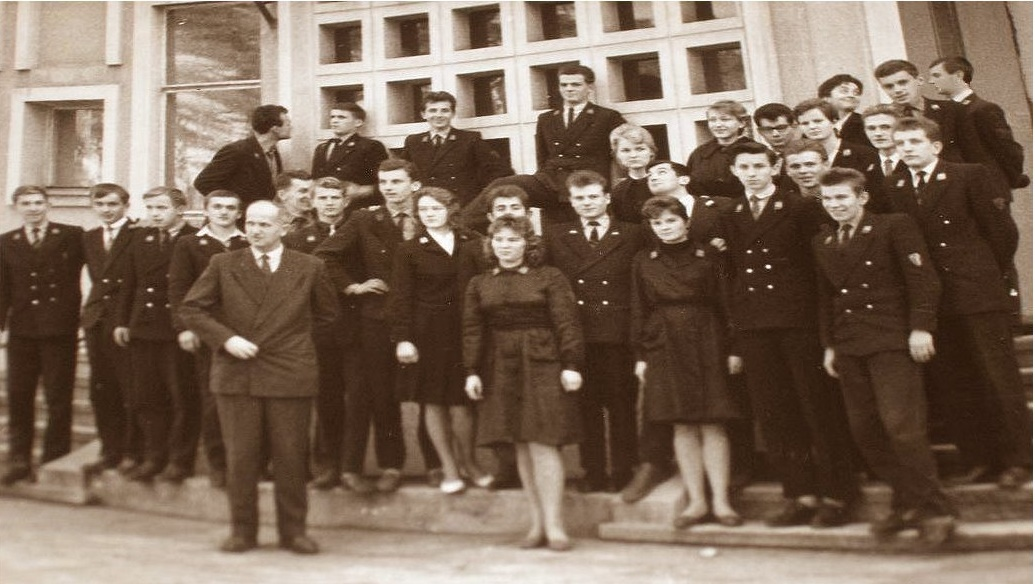
Uczniowie Technikum

## Kierunki kształcenia
5 letnie Technikum Mechaniczne: obróbka skrawaniem, obróbka plastyczna stali, metalurgia. 3 letnie Technikum po ZSZ: obróbka skrawaniem. Po ukończeniu technikum absolwenci i abiturienci otrzymywali tytuł zawodowy, technik w danej specjalności.

## Reorganizacja
W 1980 Zespół Szkół Zawodowych przekształcony został w Zespół Szkół Mechanicznych, a od września 1988 roku, po powołaniu dwu oddziałów Liceum Ogólnokształcącego w Zespół Szkól Szkół Ponadgimnazjalnych nr.1 im. gen. Władysława Sikorskiego. Obecnie powszechnie uważany za spadkobiercę i kontynuatora szkolnictwa zawodowego, pierwszych szkół zawodowych na terenie miasta Stalowa Wola.

## Dyrektorzy szkoły
Do wybuchu wojny obowiązki pełnili kolejno:
- od września 1938 do grudnia 1938 inż. Tadeusz Stokłosiński

- od stycznia 1939 do września 1939 inż. Franciszek Raszka

W czasie wojny
- 1940 – 1944 inż. Aleksander Uklański

Po II wojnie
- 1944 – 1945  inż. Franciszek Raszka

- 1946 – 1949 inż. Bolesław Stegenta

- 1949 – 1951 mgr Józef Walczyna

- 1952 – 1957 mgr Wacław Szeliga

- 1958 – 1964 inż. Tadeusz Wójcik

- 1965 – 1983 mgr Mieczysław Sajdek

- 1983 – 1988 mgr inż. Monika Biały